# Mihalj Kečkeš
Mihalj Kečkeš (Subotica, 24. rujna 1913. – Subotica, 31. prosinca 1985.), bivši jugoslavenski nogometni reprezentativac. 